# Edward Belfort
Edward Ciriel Jeffry Belfort (Moengo, 1 augustus 1965 – Paramaribo, 7 april 2025) was een Surinaams politicus. Hij was van 2012 tot 2015 minister van Justitie en Politie (JusPol). Sinds de verkiezingen van 2015  was hij assembléelid voor de ABOP. Kort voor zijn dood stapte hij over naar de NDP, waar hij in het verleden sterk tegen had geageerd. Daarnaast was hij presentator van het televisieprogramma Sranan Tide naa Dey.

## Biografie

### Instructeur en onderdirecteur bij JusPol
Belfort was afkomstig uit Moengo in het district Marowijne. Vanaf 1990 was hij docent op de politieopleiding, onder meer als instructeur voor zelfverdediging. Onder leiding van de latere korpschef Humphrey Tjin Liep Shie maakte hij deel uit van het eerste Arrestatieteam van Suriname. Ondertussen volgde hij een studie aan de Universiteit van Suriname en studeerde hier in 2008 af als meester in de rechten.
Nog hetzelfde jaar volgde zijn benoeming tot manager bij de BBS (Beveiliging en Bijstandsdienst) en vrij snel daarna kwam hij in dienst bij de Luchtvaartdienst als Aviation Security Officer. Met ingang van mei 2010 werkte hij een half jaar op de Griffie Strafzaken en hij promoveerde in november 2010 tot waarnemend onderdirecteur van Justitie. In deze functie had hij de algehele leiding over delinquentenzorg. Zijn plannen om de beveiliging van de gevangenissen te wijzigen stuitten op verzet van de Bond van Penitentiaire Ambtenaren (BPAS).

### Minister het in eerste kabinet-Bouterse
In 2012 volgde hij Martin Misiedjan op als minister van Justitie en Politie (JusPol) in het kabinet-Bouterse I. In deze functie bleef hij aan tot de verkiezingen van 2015. Sinds zijn partij, de Algemene Bevrijdings- en Ontwikkelingspartij (ABOP), in de oppositie belandde, was hij lid van De Nationale Assemblée.
Tijdens de eerste maand van zijn ministerschap beviel een vrouw bij zijn woning van een kind; het heeft de naam Edward Junior gekregen. In de jaren erna heeft Belfort de moeder financiële ondersteuning gegeven en bezocht hij de verjaardag van het kind. Nog geen maand na de bevalling zou er opnieuw sprake zijn geweest van een bevalling voor zijn woning, dit maal van een tweeling. Volgens Belfort zou deze vrouw echter ergens anders bevallen zijn en naar zijn woning zijn gebracht. Zijn bewakers begeleidden haar niettemin naar het ziekenhuis. In 2014 schonk hij in verband met zijn verjaardag waardebonnen van de Combé Markt die door het ministerie waren betaald aan sociale instellingen.

### Televisiepresentator en Bouterse-criticus
Daarnaast was hij te zien als presentator van het televisieprogramma Sranan Tide naa Dey op Apintie Televisie en Asosye TV. In het programma was hij een uitgesproken criticus van president Bouterse, die hij beschuldigde van politieke hersenspoeling en leugens. Hij verweet Bouterse "niet van inheemsen en marrons, en nog minder van Hindostanen" te houden. In juli 2018, in aanloop naar de verkiezingen van mei 2020, kondigde de regeringspartij NDP het kandidaatschap van Ashwin Adhin voor Wanica aan. Nadat Belfort daar in zijn programma fel op reageerde met woorden als "Bouterse is een toxische en desastreuze leider", werd in het radioprogramma Bakana Tori op SRS een oproep aan Asosye TV gedaan om Belforts programma te verbieden – Bakana Tori is een spreekbuis van de regering die werd opgezet door perschef Clifton Limburg. Asosye TV liet weten niet over de inhoud van het programma te vallen en er ook lovende reacties op te krijgen. Rond die tijd verschenen er gemanipuleerde beelden van Belforts programma op sociale media met het doel Belforts reputatie te beschadigen.

### Verkiezingen in 2020
In januari 2019 maakte Belfort bekend dat hij zich bij de verkiezingen van mei 2020 zou gaan kandideren voor president. Hij verklaarde aan de Suriname Herald dat hij die keuze heeft gemaakt naar aanleiding van een droom die hij van de 'Almachtige' zou hebben gehad. Hij werd echter opnieuw verkozen tot DNA-lid voor een periode van vijf jaar.

### Onenigheid met Brunswijk
Sinds de verkiezingen van 2020 voerde hij geregeld oppositie tegen de regering, waaraan ook zijn partij ABOP deelnam, en tegen zijn partijleider en vicepresident Ronnie Brunswijk. Ook nam hij deel aan burgerprotesten tegen het regeringsbeleid. Hij uitte forse corruptiebeschuldigingen aan het adres van een VHP-coalitielid waarop hij later terugkwam toen hij de feiten kende. Rond begin januari 2022 probeerde het hoofdbestuur van de ABOP meermaals om met Belfort in gesprek te komen. Een deurwaardersexploot nam hij echter niet aan en hij verscheen niet op fractievergaderingen. Volgens Belfort zou het voeren van gesprekken geen zin hebben omdat de leiding van de ABOP geen fouten bij zichzelf zou leggen. Nog dezelfde week werd Belfort door de ABOP geschorst voor zes weken, in een stemming van 18 stemmen voor en 1 onthouding, en werd hij gesommeerd om zijn excuses aan te bieden. Belfort reageerde dat hij geen tijd had voor kiekeboe. Nadat vicepresident en partijgenoot Ronnie Brunswijk in 2023 net als Belfort beweerde president te zullen worden, reageerde Belfort dat "elke dorpsgek kan zeggen dat hij president gaat worden."
Belfort stapte drie maanden voor de verkiezingen van 2025 over naar zijn oud-rivaal, de Nationale Democratische Partij (NDP), en zou meedoen aan de verkiezingen op plaats 50.

### Overlijden
Nog voor de verkiezingen van 2025, op 7 april 2025, overleed hij op de intensive care van het Academisch Ziekenhuis Paramaribo. Edward Belfort is 59 jaar oud geworden.